# Канисты
Ка́нисты (фин. Kanninen) — деревня в Колтушском городском поселении Всеволожского района Ленинградской области.

## История
По мнению авторов краеведческой книги «Всеволожск» И. В. Венцеля и Н. Д. Солохина деревня возникла ещё до Северной войны, во времена шведского владычества.
Упоминание деревни — селение Kannisto, есть на карте Ингерманландии И. Б. Хомана 1734 года — копии карты А. Ростовцева от 1727 года. У самого же Ростовцева селение обозначено, как Манисто.
Деревня Cannis упоминается в наиболее старых из сохранившихся церковных регистрационных книгах Колтушского лютеранского прихода 1745 года.
Как деревня Каниста она обозначена на «Карте окружности Санкт-Петербурга» 1810 года.

КЯНИСТЫ — деревня принадлежит статской советнице Вере Фрязиной, жителей по ревизии: 27 м. п., 27 ж. п. (1838 год)

По данным 1847 года деревня называлась Конисты (Кянисты) и принадлежала полковнику А. П. Чоглокову.
В пояснительном тексте к этнографической карте Санкт-Петербургской губернии П. И. Кёппена 1849 года она записана как деревня Kannine (Кянисты), население которой по состоянию на 1848 год составляли: савакоты — 26 м. п., 29 ж. п., финляндские карелы — 8 м. п., 12 ж. п., всего 75 человек.

КЯНИСТА — деревня г. Чоглокова, по просёлкам; 11 дворов, 30 душ м. п. (1856 год)

Число жителей деревни по X-ой ревизии 1857 года: 39 м. п., 38 ж. п..
В 1860 году в деревне было 11 дворов.

КОНИСТЫ — деревня владельческая при колодцах; 13 дворов, жителей 39 м. п., 38 ж. п. (1862 год)

Согласно подворной переписи 1882 года в деревне Каннисты проживали 19 семей, число жителей: 51 м. п., 44 ж. п., все лютеране, разряд крестьян — собственники, а также пришлого населения 5 семей, в них: 10 м. п., 13 ж. п., все лютеране.

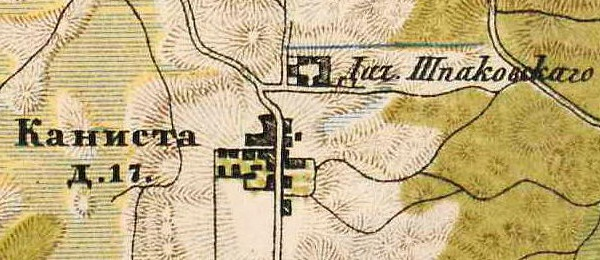
План деревни Канисты. 1885 год

В 1885 году деревня Каниста насчитывала 17 дворов, смежно с ней располагалась «Дача Шпаковского». По данным Материалов по статистике народного хозяйства в Шлиссельбургском уезде 1885 года, 11 крестьянских дворов в деревне (или 58 % всех дворов), занимались молочным животноводством, 2 крестьянских двора (или 11 % всех дворов), выращивали на продажу смородину.
В 1893 году, согласно карте Шлиссельбургского уезда, деревня Канисты насчитывала 20 крестьянских дворов.

КАНИСТЫ — деревня на земле Канистского сельского общества, при просёлочной дороге 22 двора, 78 м. п., 69 ж. п., всего 147 чел.

ДАЧА ШПАКОВСКОГО — дача полковника артиллерии Владимирова, 3 м. п., 2 ж. п., всего 5 чел. (число дворов не указано). (1896 год)

В конце XIX — начале XX века деревня административно относилась к Колтушской волости 2-го стана Шлиссельбургского уезда Санкт-Петербургской губернии. Население деревни было однородным — финским.
В 1909 году деревня насчитывала 20 дворов.

КАННИСТЫ — деревня Каннистского сельсовета Ленинской волости, 40 хозяйств, 160 душ.

Из них: русских — 3 хозяйства, 5 души; финнов-суоми — 34 хозяйства, 150 душ; украинцев — 1 хозяйство, 1 душа; цыган — 2 хозяйства, 4 души. (1926 год)

В том же 1926 году был организован Каннистский финский национальный сельсовет, население которого составляли: финны — 987, русские — 257, другие нац. меньшинства — 14 человек. К данному сельсовету относились деревни: Вирки, Запольки, Каннисты, Кирецкое Поле, Коркино, Русская Кирка, Тавры, Хязельки, позднее он был присоединён к Колтушскому финскому национальному сельсовету.
По административным данным 1933 года деревня называлась Коннисты и относилась к Колтушскому финскому национальному сельсовету.
В 1938 году население деревни составляло 136 человек, все финны.

План деревни Канисты. 1939 год

Весной 1939 года национальные сельсоветы были ликвидированы.

КОННИСТЫ — деревня Колтушского сельсовета, 147 чел. (1939 год)

В 1940 году деревня насчитывала 32 двора.
До 1942 года — место компактного проживания ингерманландских финнов.
В 1958 году население деревни составляло 257 человек.
По данным 1966 года деревня называлась Каннисты>.
По данным 1973 и 1990 годов деревня называлась Канисты и также входила в состав Колтушского сельсовета.
В 1997 году в деревне проживали 59 человек, в 2002 году — 57 человек (русских — 84%), в 2007 году — 47.

## География
Располагается в южной части района на автодороге 41К-310 (Колтуши — Коркино).
Расстояние до административного центра поселения — 3 км.
Расстояние до ближайшей железнодорожной станции Заневский Пост — 13 км.
Деревня находится на Колтушской возвышенности, к юго-востоку от села Павлово.

## Демография
| 1862 | 2007 | 2010 | 2017 |
| ---- | ---- | ---- | ---- |
| 77   | ↘47  | ↗87  | ↗112 |

Национальный состав
По данным Всероссийской переписи населения 2021 года в деревне проживали 340 человек, из них:
 русские — 311, узбеки — 6, армяне — 3, таджики — 2, осетины — 1, татары — 1, финны — 1, другие национальности — 5 человек, остальные национальность не указали.

## Административное подчинение
- с 1 марта 1917 года — в Каннистском сельсовете Колтушской волости Шлиссельбургского уезда.
- с 1 ноября 1921 года — в Хязельском сельсовете.
- с 1 февраля 1923 года — в Хязельском сельсовете Ленинской волости Ленинградского уезда.
- с 1 августа 1927 года — в Хязельском сельсовете Ленинского района Ленинградского округа.
- с 1 июля 1930 года — в Хязельском сельсовете Ленинградского Пригородного района.
- с 1 августа 1931 года — в Колтушском сельсовете.
- с 1 августа 1936 года — в Колтушском сельсовете Всеволожского района[31].

## Достопримечательности
- В деревне расположен памятник лётчикам-гвардейцам 1-го минно-торпедного полка ВВС КБФ, погибшим 7 октября 1941 года под Канистами[42].
- Дача Героя Социалистического Труда Народного артиста СССР П. П. Кадочникова[43]

## Улицы
Берёзовая, Дубовая аллея, Западная, Зелёная, Каштановая аллея, Кленовая аллея, Коркинский проезд, Лесная, Лесной бульвар, Лесопарковая, Музыкальная, Объездная, Пограничная, Полевая, Светлая, Сиреневый переулок, Сосновая аллея, Цветочная.

## Прочее
Деревня закреплена за МОУ «Колтушская средняя общеобразовательная школа им. ак. И. П. Павлова».